# Niva Horského potoka II
Niva Horského potoka II je přírodní rezervace v okrese Český Krumlov. Nachází se na Šumavě podél Horského potoka, který náleží do povodí Dunaje, pět kilometrů západně od obce Přední Výtoň. Je součástí chráněné krajinné oblasti Šumava. Důvodem ochrany je komplex rašelinišť, pramenišť a mokřadů v nivě Horského potoka, výskyt losa evropského (Alces alces).